# Пещеристо тяло на клитора
Пещеристото тяло на клитора (на латински: Corpora cavernosa clitoridis) е част от женската полова система, като има две пещеристи тела. Те са прикрепени към предния ръб на срамната кост (на латински: os pubis). При симфизата двете пещеристи тела се сливат, образувайки тялото на клитора. Латерално двете пещеристи се разделят, за да образуват крачетата на клитора.
Пещеристото тяло е изградено от съединителна тъкан, с високо съдържание на еластични влакна. Има спонгиозен (кавернозен, гъбообразен) строеж. Вътрешните му повърхности са покрити с ендотел. При покой кухините на пещеристото тяло са празни. При полова възбуда се изпълват с венозна кръв и настъпва ерекция на клитора.